# 13097 Lamoraal
13097 Lamoraal è un asteroide della fascia principale. Scoperto nel 1993, presenta un'orbita caratterizzata da un semiasse maggiore pari a 2,3377398 UA e da un'eccentricità di 0,0143993, inclinata di 2,58564° rispetto all'eclittica.